# Batinova Kosa
Batinova Kosa – wieś w Chorwacji, w żupanii sisacko-moslawińskiej, w gminie Topusko. W 2011 roku liczyła 50 mieszkańców.